# Relaciones Filipinas-Venezuela
Las relaciones Filipinas-Venezuela son las relaciones internacionales entre la República de Filipinas y la República Bolivariana de Venezuela.

## Historia

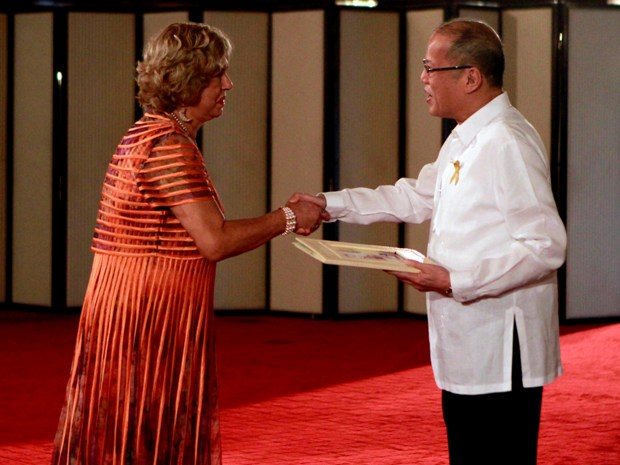
El presidente de Filipinas Benigno Aquino III recibiendo a la embajadora de Venezuela Capaya Rodríguez González en Manila

Los dos países comparten una herencia hispánica. Las relaciones filipinas y venezolanas incluso son anteriores al establecimiento de estas naciones específicas. Tanto Filipinas como Venezuela formaban parte de la misma división administrativa española, el Virreinato de Nueva España. Durante este tiempo, las personas de Filipinas y Venezuela se mudaron libremente a las áreas de los demás ya que se consideraban un territorio cohesivo. La participación venezolana en los asuntos filipinos perduró incluso después de la independencia venezolana ya que se registra que venezolanos estaban entre los soldados latinoamericanos y oficiales que apoyaban al emperador Andrés Novales de Filipinas, en su rebelión de corta duración contra España.
 Venezuela se convirtió entonces en territorio de misión de los monjes de la Orden de Agustinos Recoletos, de Filipinas.
En tiempos modernos hay cooperación internacional entre Filipinas y Venezuela, por ejemplo, ambas naciones son "Las cuatro grandes ganadoras del concurso de bellezas", y en relación con esto, el ganador venezolano de Mr. International 2013, José Anmer Paredes, vino a Filipinas para ayudar a relanzar la división filipina de Mr. International, junto con Mr. International de 2013, Neil Perez de Filipinas, Seung Hwan Lee de Corea del Sur de Mr. International de 2018 y Trịnh Văn Bảo de Mr. International de 2019 , de Vietnam. Las relaciones entre ambos han sido cálidas y cordiales desde el establecimiento formal de lazos el 27 de agosto de 1968. Venezuela tiene una embajada en Manila y las Filipinas tienen una embajada en Caracas.
El presidente venezolano Hugo Chávez hizo una visita estatal en Filipinas en 1999 y firmó el Memorándum de Entendimiento en Cooperación de Turismo y un Memorándum de Entendimiento en Comercio e Inversión.
Venezuela es el quinto socio comercial más grande de Filipinas en Sudamérica, con las exportaciones filipinas aumentando de 38 millones de dólares en 2004 a comparación de 1,6 millones de dólares en 2003. Filipinas está dispuesta a trabajar con Venezuela tanto en la industria energética como en la energética.